# The Writing Master
The Writing Master (para português literal: O Mestre da Escrita) é uma pintura do artista estadunidense Thomas Eakins, criada em 1882. Faz parte da coleção do Museu Metropolitano de Arte em Nova Iorque, Estados Unidos.
O tema da pintura é o pai de Eakins, o caligrafista Benjamin Eakins. O trabalho está em exibição na Galeria 764 do Museu Metropolitano.